# .tf
.tf ist die länderspezifische Top-Level-Domain (ccTLD) der Französischen Süd- und Antarktisgebiete. Sie existiert seit dem 26. August 1997 und wird von der AFNIC verwaltet.